# Vandasina
Vandasina es un género monotípico de plantas con flores  perteneciente a la familia Fabaceae. Su única especie es: Vandasina retusa y el basónimo: Hardenbergia retusa Benth..